# Rudolf z Rüdesheimu
Rudolf z Rüdesheimu (1402?, Rüdesheim nad Rýnem – 17. ledna 1482, Vratislav) byl německý římskokatolický biskup a papežský legát.

## Životopis
Rudolf z Rüdesheimu studoval v letech 1422–1426 na univerzitě v Heidelbergu, kde získal magisterský titul. Další studium nastoupil v Itálii, kde dosáhl doktorátu z kanonického práva a stal se rotským auditorem. Byl proboštem mohučské a wormské diecéze. Během působení ve Wormsu se zúčastnil basilejského koncilu, na kterém poznal budoucího papeže Eneu Silvia. Jeho následník Pavel II. a císař Fridrich III. svěřovali Rudolfovi důležité úkoly a složitá vyjednávání.
Pius II. jej roku 1463 jmenoval biskupem lavantským a v roce 1468 mu byla svěřena vratislavská diecéze. V té době její obyvatelé bojovali proti českému králi Jiřímu z Poděbrad, který byl exkomunikován, avšak svou pozici vládce si udržel. Následná válka trvala po zbytek králova života a skončila až olomouckým mírem z roku 1479, o který se Rudolf Rüdesheimský značně zasloužil.
Biskup se snažil zažehnat válečné škody a trval na důležitosti vzdělávání kněží. Jeho činy zaznamenaly synody v letech 1473 a 1475. Rudolf z Rüdesheimu zemřel v roce 1482 a jeho ostatky jsou uloženy v katedrále svatého Jana Křtitele ve Vratislavi.